# Mammersreuth
Mammersreuth ist ein Gemeindeteil der Stadt Waldsassen im oberpfälzischen Landkreis Tirschenreuth.

## Geografie
Mammersreuth liegt im Oberpfälzer Wald, nahe der Grenze zur Tschechischen Republik. Das Dorf liegt vier Kilometer nordöstlich von Waldsassen.

## Geschichte
Das bayerische Urkataster zeigt Mammersreuth in den 1810er Jahren mit etwas mehr als einem Dutzend Herdstellen, die zumeist als Vierseithöfe gebaut sind. Diese gruppieren sich hufeisenförmig um einen Teich, womit das Dorf die Merkmale eines Waldhufendorfes aufweist. Einen halben Kilometer südwestlich des Ortes liegt außerdem noch ein als „Sammelhaus“ bezeichnetes Einzelgehöft. Dieses trägt die Hausnummer 11, wodurch es als ein Teil von Mammersreuth gekennzeichnet wurde. Seit dem Ende der 1990er Jahre wird diese Einöde als Sammelhof bezeichnet.
Vom Mittelalter bis kurz nach der Mitte des 19. Jahrhunderts gehörte Mammersreuth zur sogenannten „Fraisch“ oder „Frais“, einem Gebiet, das der gemeinsamen Gerichtsbarkeit der Stadt Eger und des Stiftes Waldsassen unterstand. Das Dorf gehörte in diesem Gebiet zu den sogenannten „ungemengten“ Ortschaften, was bedeutete, dass in diesem Ort ausschließlich Untertanen des Stiftes Waldsassen lebten. Das Gebiet der Neualbenreuther Fraisch überdauerte auch die Säkularisation in Bayern, die Rechtsnachfolge des Stiftes Waldsassen trat dabei das Königreich Bayern an. Erst als das Königreich und das Kaisertum Österreich 1862 den Wiener Vertrag abschlossen, endete die Existenz dieses Kondominiums. Seit dem 19. Jahrhundert gehört der Ort zur Stadt Waldsassen. Im Jahr 1970 lebten 62 Einwohner in Mammersreuth, 1987 waren es 55.

## Baudenkmäler
- Liste der Baudenkmäler in Mammersreuth